# Kreis Gnesen

Der Kreis Gnesen in den Grenzen von 1793 bis 1807

Der Kreis Gnesen in den Grenzen von 1887 bis 1919

Der Kreis Gnesen war ein preußischer Landkreis, der in unterschiedlichen Abgrenzungen zwischen 1793 und 1919 bestand. Er gehörte zunächst zur Provinz Südpreußen und seit 1815 zum Regierungsbezirk Bromberg der Provinz Posen. Das ehemalige Kreisgebiet gehört heute zur polnischen Woiwodschaft Großpolen.

## Geschichte
Das Gebiet um die Stadt Gnesen kam durch die Zweite Teilung Polens 1793 zu Preußen und bildete den Kreis Gnesen der Provinz Südpreußen. Durch den Frieden von Tilsit kam der Kreis Gnesen 1807 zum Herzogtum Warschau.
Nach dem Wiener Kongress am 15. Mai 1815 fiel der Kreis erneut an Preußen und wurde Teil des Regierungsbezirks Bromberg der Provinz Posen. Im Rahmen einer ersten Kreisreform im Regierungsbezirk Bromberg am 1. Juli 1816 wurde der Kreis Gnesen um den Teil des ehemaligen Kreises Powidz vergrößert, der 1815 an Preußen gefallen war. Bei einer weiteren Kreisreform im Regierungsbezirk Bromberg gab der Kreis zum 1. Januar 1818 Gebiete an die Kreise Mogilno, Schroda und Wongrowitz ab.
Als Teil der Provinz Posen wurde der Kreis Gnesen am 18. Januar 1871 gleichzeitig Teil des neu gegründeten Deutschen Reichs, wogegen die polnischen Abgeordneten im neuen Reichstag am 1. April 1871 protestierten.
Am 1. Oktober 1887 wurde aus der Südosthälfte des Kreises Gnesen (588 km²) der neue Kreis Witkowo gebildet. In diesen Kreis wechselten aus dem Kreis Gnesen der Polizeidistrikt Witkowo, ein Großteil des Polizeidistriktes Schwarzenau und der Ostteil des Polizeidistriktes Gnesen II.
Am 27. Dezember 1918 begann in der Provinz Posen der Großpolnische Aufstand der polnischen Bevölkerungsmehrheit gegen die deutsche Herrschaft, und bereits am selben Tag war die Kreisstadt Gnesen unter polnischer Kontrolle. Am 16. Februar 1919 beendete ein Waffenstillstand die polnisch-deutschen Kämpfe, und am 28. Juni 1919 trat die deutsche Regierung mit der Unterzeichnung des Versailler Vertrags den Kreis Gnesen auch offiziell an das neu gegründete Polen ab. Aus dem Kreis Gnesen wurde der polnische Powiat Gniezno. 1925 wurde die Stadt Gniezno als eigener Stadtkreis aus dem Powiat ausgegliedert. 1927 wurde der Powiat Witkowo wieder aufgelöst, der Großteil von 542 km² kam zurück an den Powiat Gniezno, ein kleiner Teil von 46 km² mit der Gemeinde Marzenin kam an den südlichen Nachbarpowiat Września.

## Einwohnerentwicklung
| Jahr | Einwohner | Quelle |
| ---- | --------- | ------ |
| 1818 | 26.790    | [ 6 ]  |
| 1846 | 55.658    | [ 7 ]  |
| 1871 | 60.475    | [ 8 ]  |
|      |           |        |
| 1890 | 42.482    | [ 9 ]  |
| 1900 | 48.332    | [ 9 ]  |
| 1910 | 56.250    | [ 9 ]  |

Im Jahre 1905 waren 67 % der Einwohner Polen und 33 % Deutsche. Der Großteil der deutschen Einwohner verließ nach 1918 das Gebiet.

## Politik

### Landräte
1793–180600Ignatius von Koszutski
1815–181600von Zakrzewski
1816–181800von Lekszycki
1818–183100von Nowacki
1815–184500von Grevenitz
1840–184500Ernst Viebig (1810–1881) (interimistisch)
1847–184900 Albert Ferdinand Schließ (kommissarisch)
1849–186200Stahlberg
1862–189500Otto Nollau
18950000000Roetgen (vertretungsweise)
1895–190400Robert Coeler († 1904)
1904–191900Ludwig Dionysius (1868–1922)

### Wahlen
Der Kreis Gnesen gehörte zusammen mit dem Kreis Wongrowitz zum Reichstagswahlkreis Bromberg 5. Der Wahlkreis wurde bei allen Reichstagswahlen von Kandidaten der Polnischen Fraktion gewonnen:
- 187100Konstantin von Dziembowski
- 187400Joseph von Choslowsky
- 187700Eustachius von Rogalinski
- 187800Władysław Niegolewski
- 188100Witold von Skarzynski
- 188400Julian von Chelmicki
- 188700Julian von Chelmicki
- 189000Roman von Komierowski
- 189300Roman von Komierowski
- 189800Roman von Komierowski
- 190300Leon von Grabski
- 190700Leon von Grabski
- 191200Leon von Grabski

## Fläche
Der Kreis Gnesen hatte seit 1818 eine Fläche von 1153 km², nach der Herauslösung des Kreises Witkowo 1887 waren es noch 565 km².

## Städte und Gemeinden
Vor dem Ersten Weltkrieg umfasste der Kreis Gnesen die folgenden Städte und Landgemeinden:
| - Arkusdorf - Arndtshain - Baranowo - Bielawy - Biskupice - Bismarcksfelde - Bojanice - Boleslawowo - Braunsfeld - Braziszewo - Charlottenhof - Chwalkowo - Czechy - Darmoszewo - Dembnica - Drogoslaw - Dziekanowice - Eichenheim - Elsenhof - Falkenau - Florentinowo - Friedrichshain - Gnesen, Stadt - Gorzuchowo - Goslinowo - Groß Rybno | - Groß Swiontnik - Hieronimowo - Hohenau - Jagniewice - Jeziorzany - Johannesgarten - Johannisruh - Kaminiec - Karnrode - Kawiary - Kirschdorf - Klein Swiontnik - Kletzko, Stadt - Komorowo - Königlich Gulczewo - Königsadel - Kornhof - Krzysczewo - Lagiewnik - Langenolingen - Lettberg - Libau - Lubowo Hauland - Lukaszewko - Maximilianowo - Michelsdorf | - Mnichowo - Modlinshagen - Montschnik - Moraczewo - Morgenau - Myslencin - Myszki - Napoleonowo - Neu Paulsdorf - Neu Striesen - Obora - Owieschön - Piaski - Polskawies - Pustachowo - Pyszczyn - Pyszczynek - Ramsau - Rosa - Rowna - Schechin - Schönbergen - Schönbrunn - Schönweiler - Segenshof - Siemianowo | - Skiereszewo - Slawno - Strychowo - Talsee - Thorsfelde - Ujast - Ujazd - Ulanowo - Ulenhorst - Waliszewo - Welna - Welnau - Welnica - Wengorzewo - Widau - Wiesenheim - Wilhelmsau - Wilhelmsfelde - Winiary - Wola lagiewnik - Woznik - Zdziechowo - Zerniki - Zydowko - Zylice |

Zum Kreis gehörten außerdem zahlreiche Gutsbezirke. Die Landgemeinden und Gutsbezirke waren zu Polizeidistrikten zusammengefasst. In der Zeit nach 1871 wurde eine Reihe von Ortsnamen eingedeutscht:
Biskupice → Bischofssee (1905)
Bojanice → Bojanitze (1904)
Braziszewo → Brazischewo (1904)
Chwalkowo → Weißenburg  (1904)
Darmoszewo → Amberg (1904)
Dembnica → Dembnitza (1906)
Dziekanowice → Dziekanowitze (1903/08)
Kaminiec → Kaminietz (1906)
Kiszkowo → Welnau (1875)
Komorowo → Deutschtal (1904)
Königlich Gulczewo → Kleedorf (1907)
Krzysczewo → Kreuztal (1904)
Lubowo → Libau (1875)
Lubowo Hauland → Friedensort (1904)
Mnichowo → Mönchsee (1904)
Polskawies → Paulsdorf (1901)
Świniary → Bismarcksfelde
Ułanowo → Ulenhof (1906) → Ulenhorst (1913)
Waliszewo → Walsee (1904)
Woznik → Wagenau (1907)